# Малиновка (Кстовський район)
Малиновка (рос. Малиновка) — присілок в Кстовському районі Нижньогородської області Російської Федерації.
Населення становить 181 особу. Входить до складу муніципального утворення Работкинська сільрада.

## Історія
Від 2009 року входить до складу муніципального утворення Работкинська сільрада.

## Населення
| 2002 | 2010 |
| ---- | ---- |
| 173  | ↗181 |